# أرمن البرازيل
الأرمن البرازيليون (بالبرتغالية: armeno-brasileiro, armênio-brasileiro‏) هم مواطنون برازيليون من أصل أرمني بالكامل أو جزئياً أو في الغالب، أو مهاجرون أرمن في البرازيل.

## تاريخ الهجرة
اجتمع المهاجرون الأرمن في البرازيل في الغالب داخل وحول مدينة ساو باولو، حيث توجد كنائس ومراكز ثقافية وحتى إحدى محطات مترو ساو باولو تسمى «أرمينيا». يحافظ المجتمع الأرمني على وجود قوي في المدينة، وإن لم يكن في البلد ككل.
رتب الأرمن في أمريكا اللاتينية مظاهرة في البرازيل، في مدينة ساو باولو في النصب التذكاري للإبادة الجماعية للأرمن في 24 أبريل1965 من الذكرى الخمسين لبدء نفاذ قانون النقل، وكانت مسرحية بعنوان «مغامرات الأرمن 1915» كتبه وأعده الأرمن في البرازيل في مسرح في ساو باولو.